# 월병

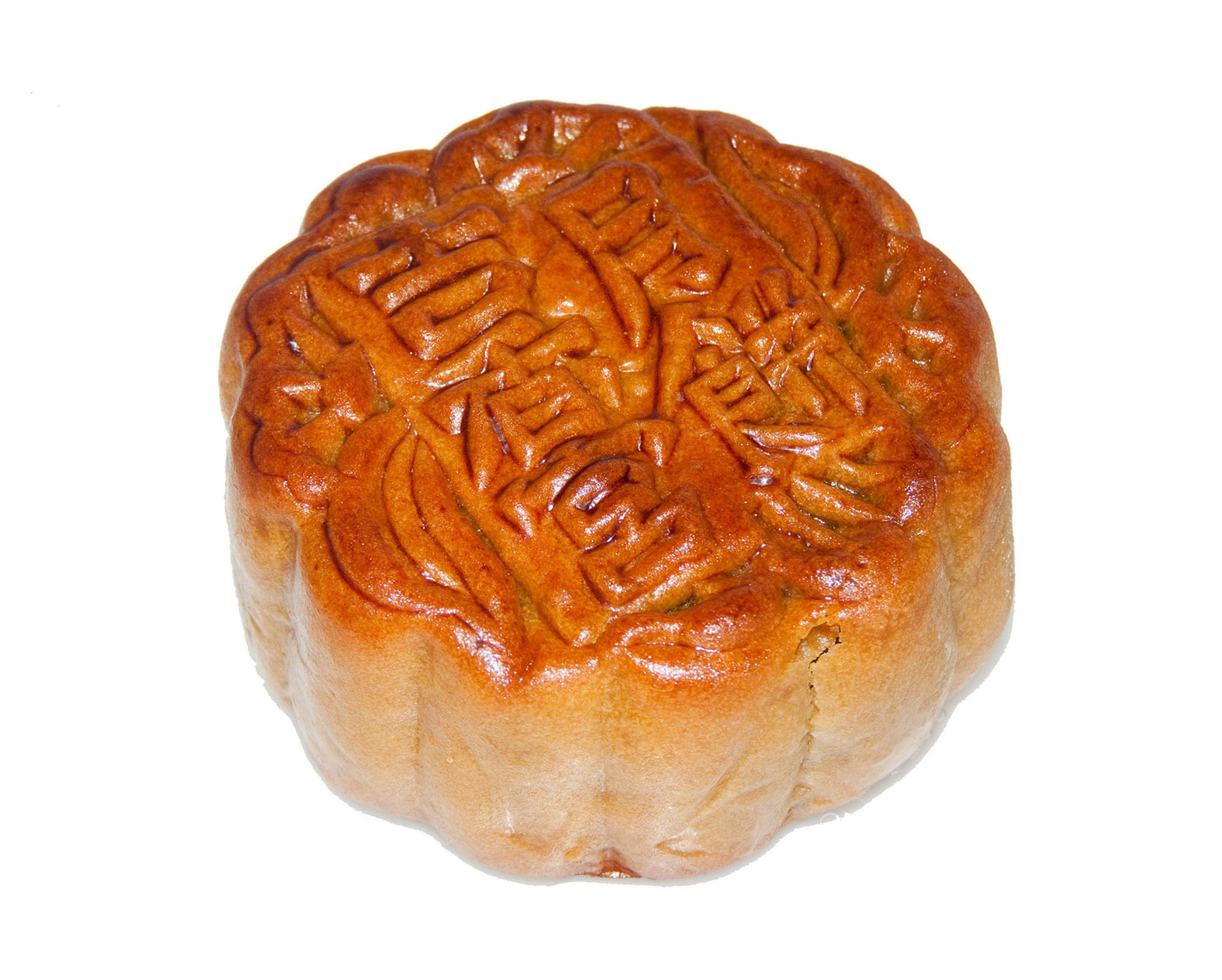
월병

월병(月餠)은 중국 과자의 일종이다. 일반적으로 둥글고 납작한 모양이지만, 중국 지역마다 재료 등에는 차이가 있다. 중국에서는 중추절 때에 월병을 먹는다고 한다.

## 역사와 종류
월병은 '달 모양을 닮은 떡'이라는 뜻을 갖고 있다. 여러 시기를 거쳐 북송 시기에 보름달 모양을 띤 월병이 등장했다. 월병은 밀가루와 돼지기름, 설탕, 달걀 등을 섞어 만든 피에 견과류 등의 소를 넣은 후 나무틀에 넣어 모양을 잡아서 구워낸다.
월병은 지역에 따라 서로 다른 재료를 이용해서 만든다. 윈난성에서는 소시지가 들어간 월병을, 장시성에서는 양파·고추가 들어간 월병을 만들고 후난성에서는 바삭한 느낌을 주는 월병을 만든다.

## 만드는 방법
1. 밀가루, 시럽, 식용유, 찬물을 섞어 반죽을 만든다.
2. 반죽을 크기에 맞게 잘라 틀에 넣고 눌러 재료들이 들어갈 공간을 만든다.
3. 견과류, 사탕수수, 깨 등의 재료를 넣고 반죽을 봉합한다.
4. 계란물을 바른 후 약 180도의 오븐에서 약 20분 동안 굽는다.

## 먹는 방법
다양한 재료를 넣어 맛을 내기 때문에 월병만 먹는 경우도 있지만, 요즘은 포도주나 차와 함께 먹거나 과일, 매실음료인 쏸메이탕 등과 함께 먹는다.

## 같이 보기
- 타이양빙